# フェアフィールド郡区 (アイオワ州ブエナビスタ郡)
フェアフィールド郡区は、アメリカ合衆国、アイオワ州、ブエナビスタ郡にある16の郡区の一つである。2000年の国勢調査で、人口は951人だった。

## 地理
フェアフィールド郡区は、94.9平方キロメートル（36.66平方マイル)で、Albert Cityが含まれる。アメリカ地質調査所によると、この郡区は FairfieldとSmithの2つの霊園が含まれる。